# Ульріх Оксенбайн
Йоганн Ульріх Оксенбайн (нім. Johann Ulrich Ochsenbein; нар. 24 листопада 1811 — пом. 3 листопада 1890) — швейцарський юрист, військовий та політик, який найбільш відомий своєю службою у Федеральній раді Швейцарії з 1848 по 1854 рік. Раніше, у 1848 році, він також недовго був членом Національної ради Швейцарії.

## Ранні роки та освіта
Йоганн Ульріх Оксенбайн народився 24 листопада 1811 року в хуторі Шварценегг у Бернському високогір'ї, другим із десяти дітей у сім'ї Каспара Оксенбайна, шинкаря та торговця кіньми, і Магдалени Оксенбайн (уродженої Гассер). Його родина мала помірний достаток і 1818 року переїхала до франкомовної частини Швейцарії — у село Марнан, кантон Во.
За свідченнями, Оксенбайн був близьким до своєї матері. До чотирнадцяти років він навчався у франкомовних школах у Гранж-пре-Марнані та Мудоні. 1825 року сім'я Оксенбайнів переїхала до Бернського Зееланду, де його батько отримав ще одну посаду шинкаря в Нідау. Там він продовжив навчання, уже переважно користуючись німецькою — своєю рідною мовою.
Він навчався у гімназії в Білі, де здобув атестат зрілості, після чого вивчав право в Бернській академії. 1830 року Оксенбайн став членом братства «Цофінгія». Після смерті батьків у 1830 та 1835 роках він успадкував значні борги. Однак за допомогою своїх братів і сестер йому вдалося фінансово врятувати батьківську корчму. У грудні 1834 року Оксенбайн закінчив навчання та став прокурором, а 1841 року — незалежним адвокатом (Fürsprecher).

## Професійна та військова кар'єра
Починаючи з 1835 року, він разом із шваґром Едуардом Зурі мав адвокатську контору. Контора розташовувалася в Нідау, де Оксенбайн також увійшов до складу муніципальної ради й обіймав посаду її президента. У 1839—1841 роках він безуспішно представляв Фінгельц у справі проти абатства Святого Урбана.
Він служив фельдфебелем під час федерального втручання в кантон Базель-Ланд у 1833 році, а 1834 року був підвищений до звання підпоручника артилерії. У 1836 році став лейтенантом і був направлений до Бернської Юри. Через два роки, коли Франція пригрозила військовим вторгненням у разі відмови Швейцарії видати Луї Наполеона Бонапарта, його відправили на французький кордон, але Бонапарт зрештою запобіг конфлікту, добровільно залишивши швейцарську територію. Ульріх Оксенбайн був одним з керівників невдалого другого «маршу добровольців» проти Люцерну в 1845 році. Унаслідок нападу загинуло понад сто осіб, а Люцерн захопив 2000 полонених. Оксенбайн і Якоб Штемпфлі лише дивом уникли захоплення. Оскільки він був одним з керівників походу проти Люцерну, Тагзатцунг виключив його з Генерального штабу. Після цього кантони Люцерн, Цуг, Вале, Швіц, Фрібур, Урі та Унтервальден утворили так званий Зондербунд. У 1847 році він очолив військовий загін Берну проти Зондербунду, який зрештою також був розгромлений у Зондербундській війні.

## Політична кар'єра

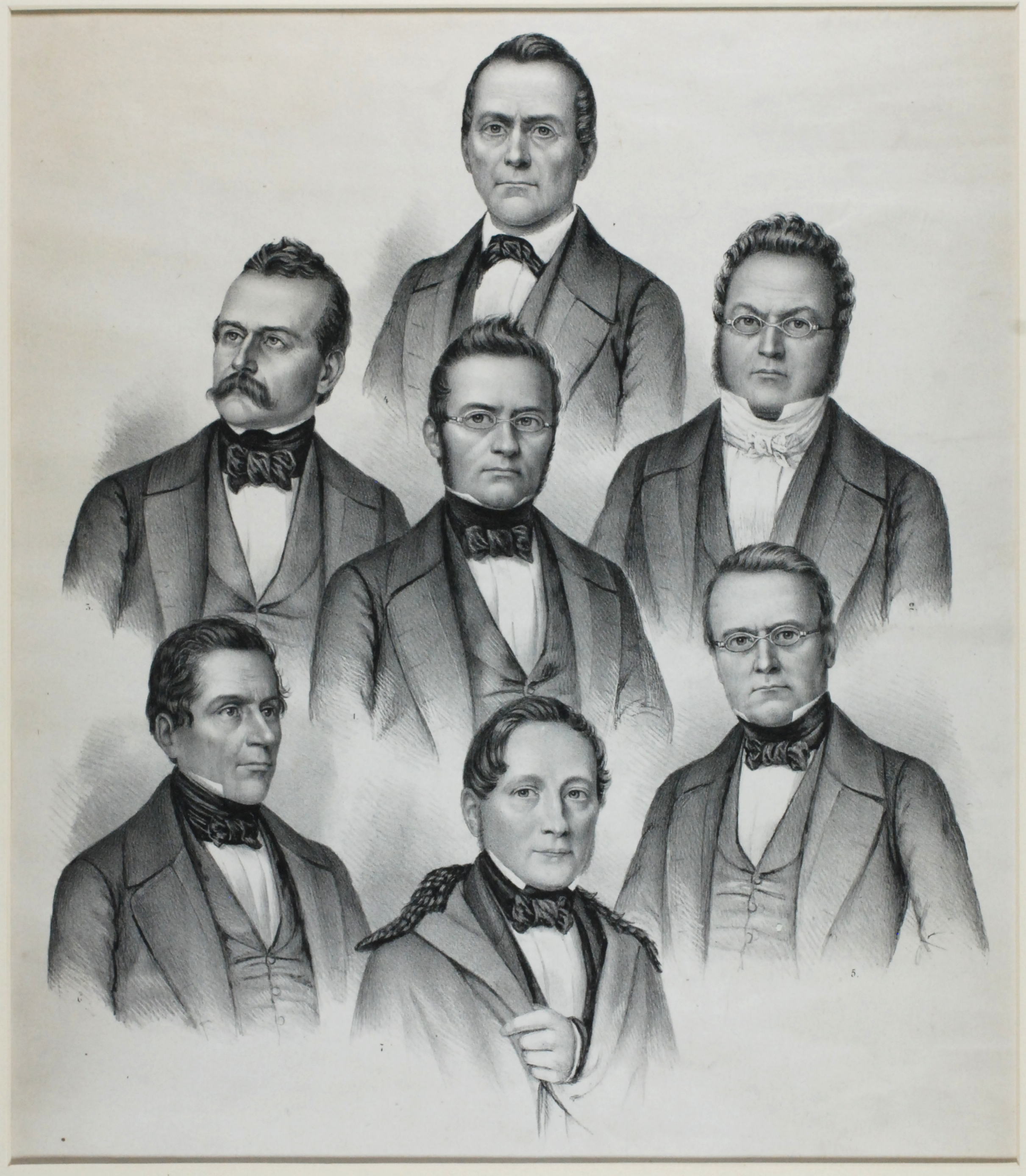
Перший склад Федеральної ради Швейцарії, Оксенбайн (з вусами) ліворуч

Після поразки в «маршах добровольців» Оксенбайна обрали до Великої ради Берну від Нідау. Незабаром він став віцепрезидентом Виконавчої ради та другим депутатом від Берну до Тагзатцунгу. Коли він уперше прибув на засідання Тагзатцунгу в серпні 1846 року, ще відомий як колишній лідер повстанців, полковник Теодор Аб-Іберг (із Зондербунду) рішуче виступив проти нього.
Він очолював радикалів Берна разом із Якобом Штемпфлі. Згодом радикали утворили Вільну демократичну партію. Оксенбайн був членом Великої ради кантону Берн у 1845—1846 роках, головою Конституційної ради у 1846 році та членом Виконавчої ради у 1846—1848 роках. У 1847—1848 роках він представляв кантон Берн на Тагзатцунгу, який очолював у 1847 році. Він відіграв важливу роль у тому, що швейцарську конституцію схвалило населення на конституційному референдумі 6 червня 1848 року.
Він був обраний до Федеральної ради Швейцарії 16 листопада 1848 року як другий федеральний радник в історії країни, після Йонаса Фуррера. Свої повноваження він склав 31 грудня 1854 року. На так званих додаткових виборах до Національної ради 1854 року він зазнав поразки від Якоба Штемпфлі, якого Національна рада згодом висунула до Федеральної ради. Оксенбайн належить до небагатьох федеральних радників, яких усунули з посади шляхом голосування. Під час його перебування у Федеральній раді спалахнув конфлікт між консерваторами та частиною радикальної партії. Через небажання займати чітку позицію він втратив довіру обох сторін. На посаді федерального радника він очолював Військовий департамент (департамент оборони).

## У Франції

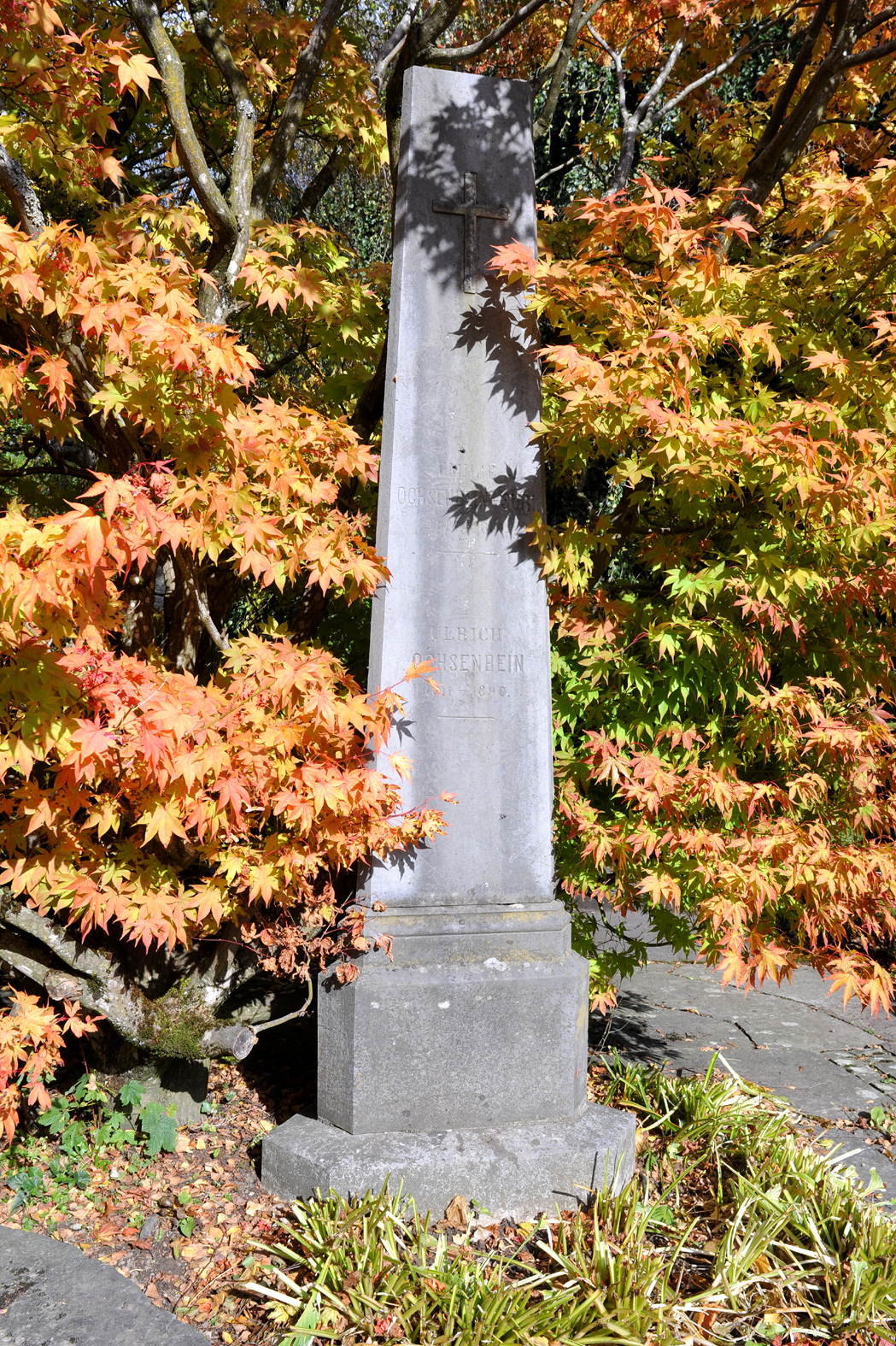
Могила в Нідау

Після виходу зі швейцарської політики він спершу розглядав можливість еміграції до Америки, але зрештою став військовим офіцером у Франції, де служив у званні бригадного генерала під час Французько-прусської війни. Те, що колишній керівник Військового департаменту Швейцарії служив у збройних силах іноземної держави, не залишилося непоміченим і на батьківщині. Протягом тривалого часу він був фактично забутий політичною елітою, і лише в останні роки, зокрема завдяки публікації біографії у 2009 році, його певною мірою реабілітували.

## Особисте життя
У 1835 році Оксенбайн одружився з Емілі Маргаритою Зурі, донькою лікаря з Кірхберга (кантон Берн) доктора Йоганна Зурі. У подружжя було восьмеро дітей. Повернувшись до Нідау після служби у французькій армії, він виступав проти освітньої політики федерального радника Карла Шенка та проти залізничної політики кантону Берн, що не додало йому популярності. Помер у Нідау в листопаді 1890 року у віці 78 років.